# Arten des Anhangs I der Vogelschutzrichtlinie der EU
Im Anhang I der Vogelschutzrichtlinie der EU (Richtlinie 2009/147/EG vom 30. November 2009) sind alle europäischen Vogelarten aufgeführt, für deren Schutz besondere Maßnahmen ergriffen werden müssen. Für sie werden spezielle Schutzgebiete ausgewählt.

## Arten des Anhangs I
Folgende Arten sind im Anhang I geführt:

### Seetaucherartige

#### Seetaucher

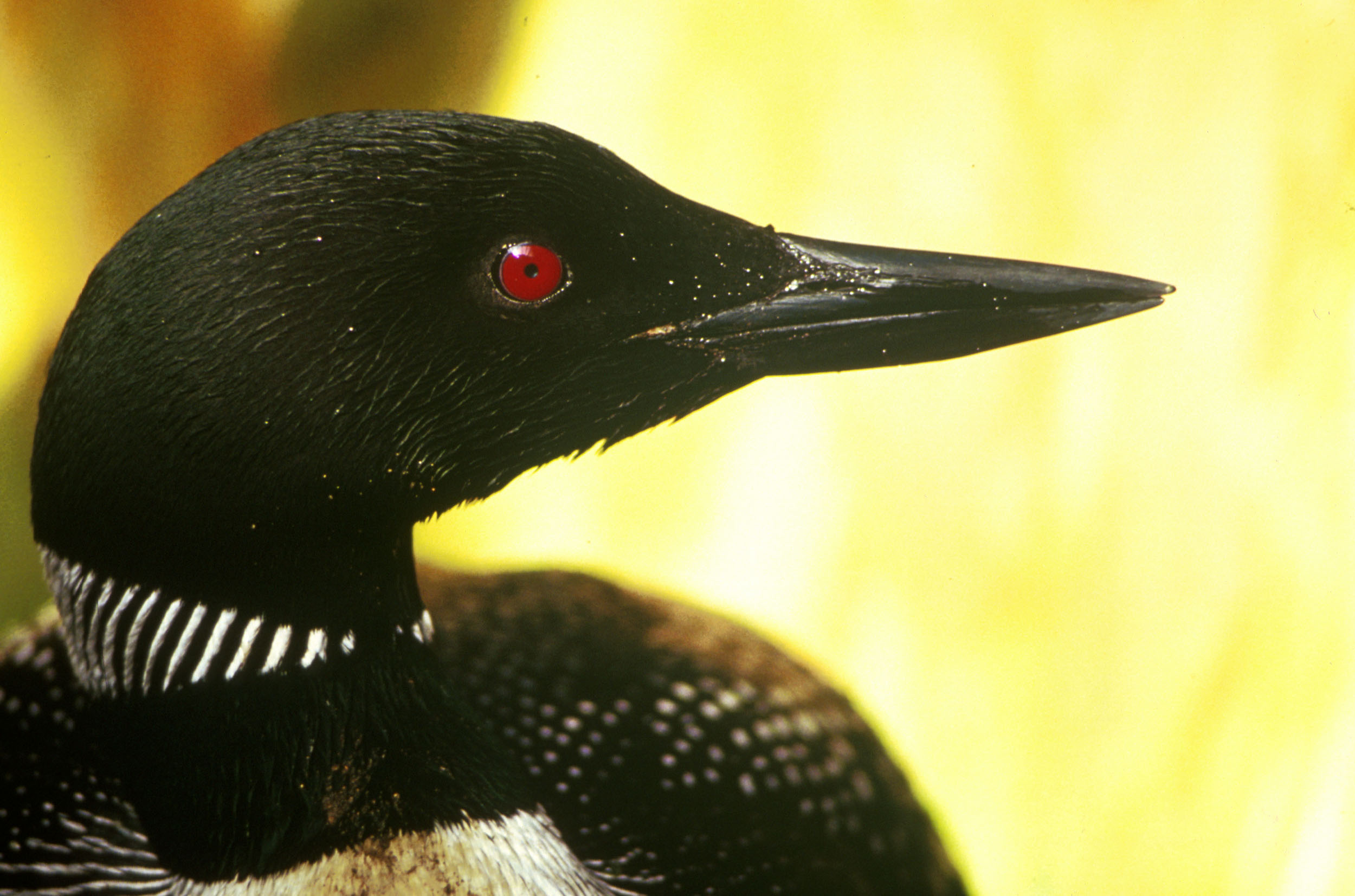
Eistaucher

- Sterntaucher (Gavia stellata)
- Prachttaucher (Gavia arctica)
- Eistaucher (Gavia immer)

### Lappentaucherartige

#### Lappentaucher
- Ohrentaucher (Podiceps auritus)

### Röhrennasen

#### Sturmvögel
- Madeira-Sturmvogel (Pterodroma madeira)
- Kapverden-Sturmvogel (Pterodroma feae)

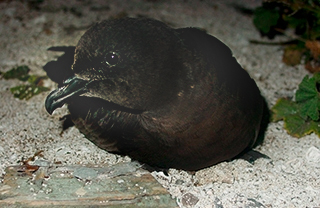
Bulwersturmvogel

- Bulwersturmvogel (Bulweria bulwerii)
- Gelbschnabel-Sturmtaucher (Calonectris diomedea)
- Balearensturmtaucher (Puffinus mauretanicus)
- Mittelmeer-Sturmtaucher (Puffinus yelkouan)
- Zwergsturmtaucher (Puffinus assimilis)

#### Sturmschwalben
- Weißgesicht-Sturmschwalbe (Pelagodroma marina)
- Sturmschwalbe (Hydrobates pelagicus)
- Wellenläufer (Oceanodroma leucorhoa)
- Madeirawellenläufer (Oceanodroma castro)

### Ruderfüßer

#### Pelikane

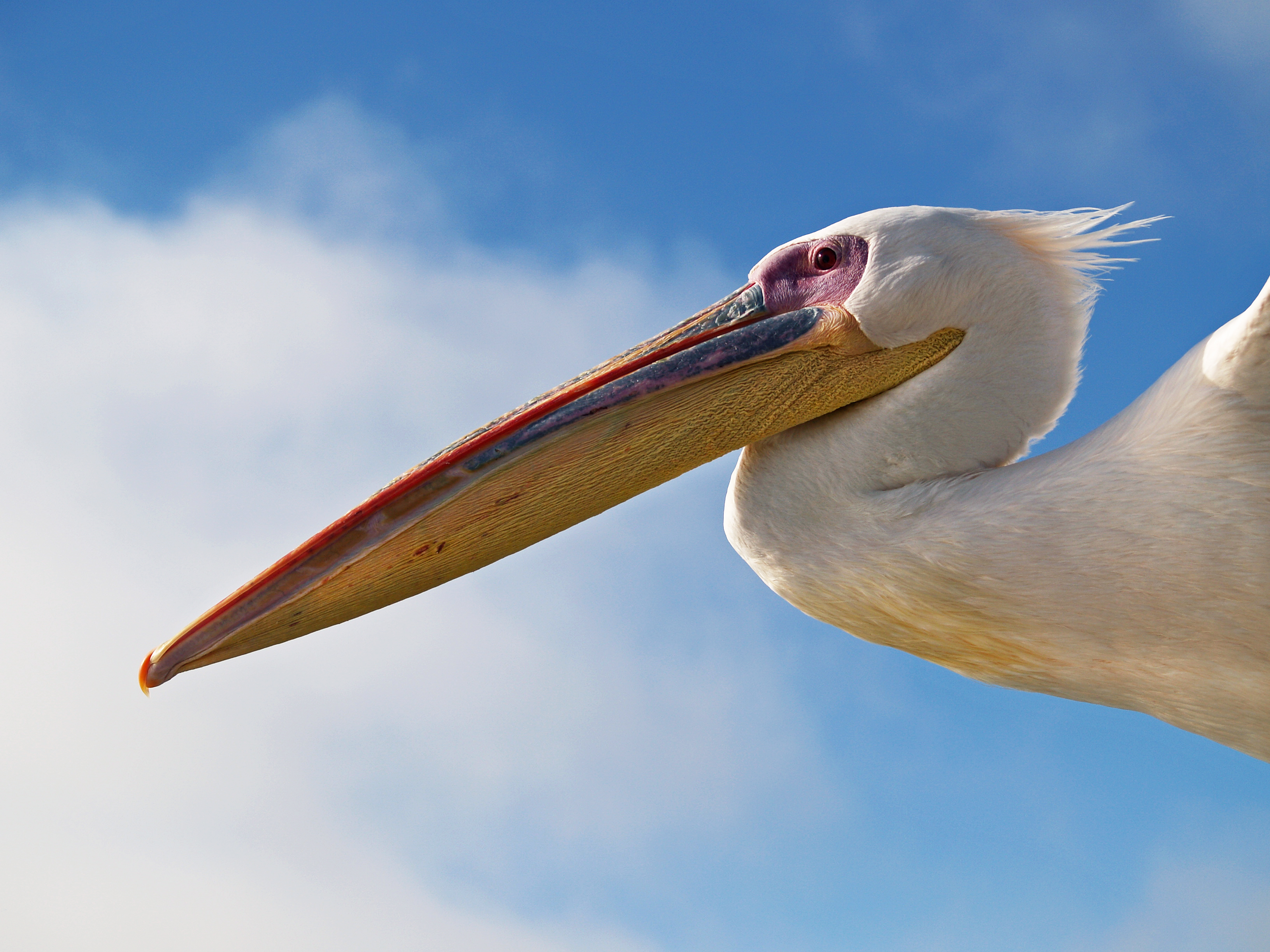
Rosapelikan

- Rosapelikan (Pelecanus onocrotalus)
- Krauskopfpelikan (Pelecanus crispus)

#### Kormorane
- Krähenscharbe (Unterart Phalacrocorax aristotelis desmarestii)
- Zwergscharbe (Phalacrocorax pygmeus)

### Schreitvögel

#### Reiher
- Rohrdommel (Botaurus stellaris)
- Zwergdommel (Ixobrychus minutus)

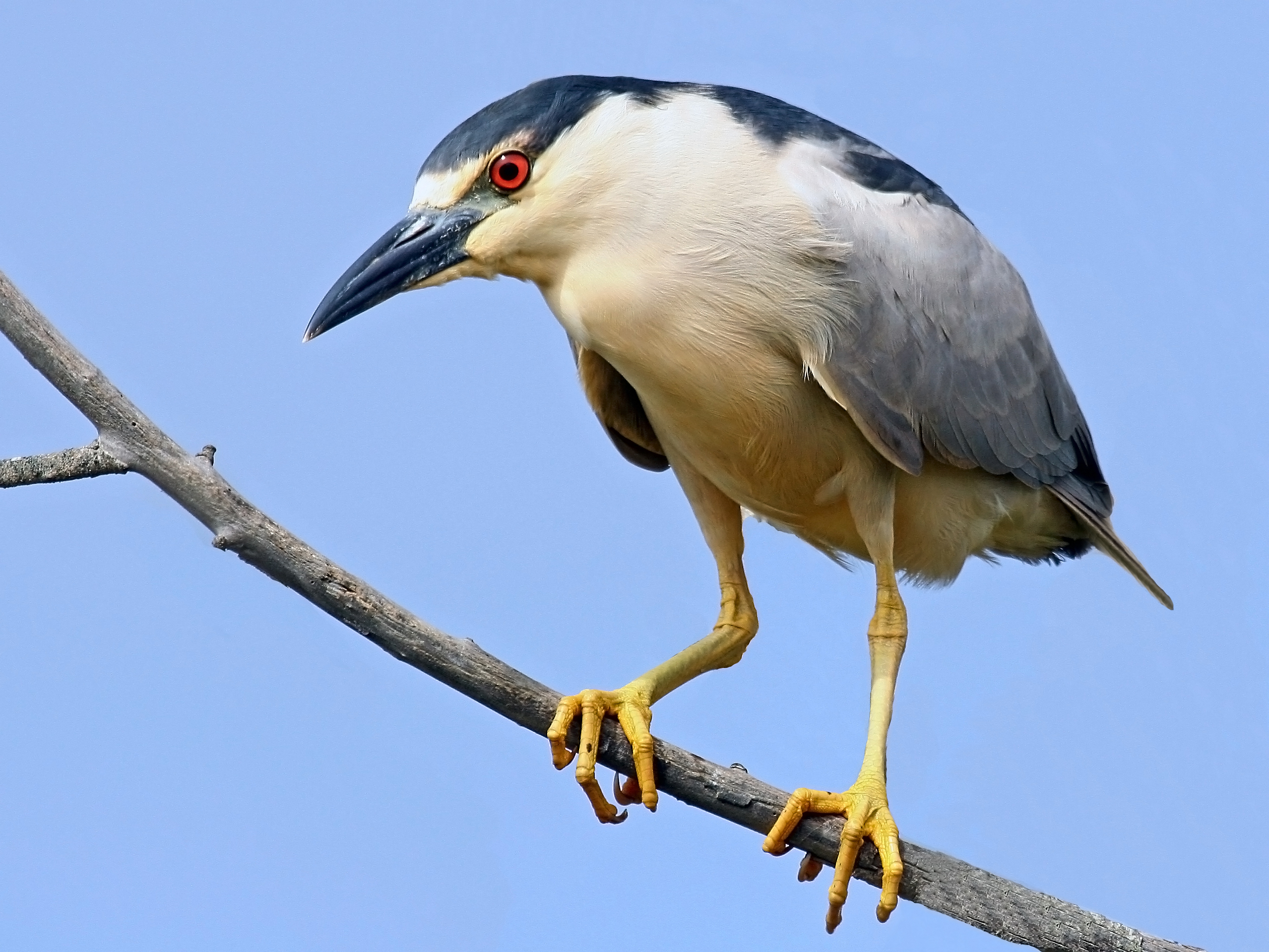
Nachtreiher

- Nachtreiher (Nycticorax nycticorax)
- Rallenreiher (Ardeola ralloides)
- Seidenreiher (Egretta garzetta)
- Silberreiher (Egretta alba)
- Purpurreiher (Ardea purpurea)

#### Störche
- Schwarzstorch (Ciconia nigra)
- Weißstorch (Ciconia ciconia)

#### Ibisse

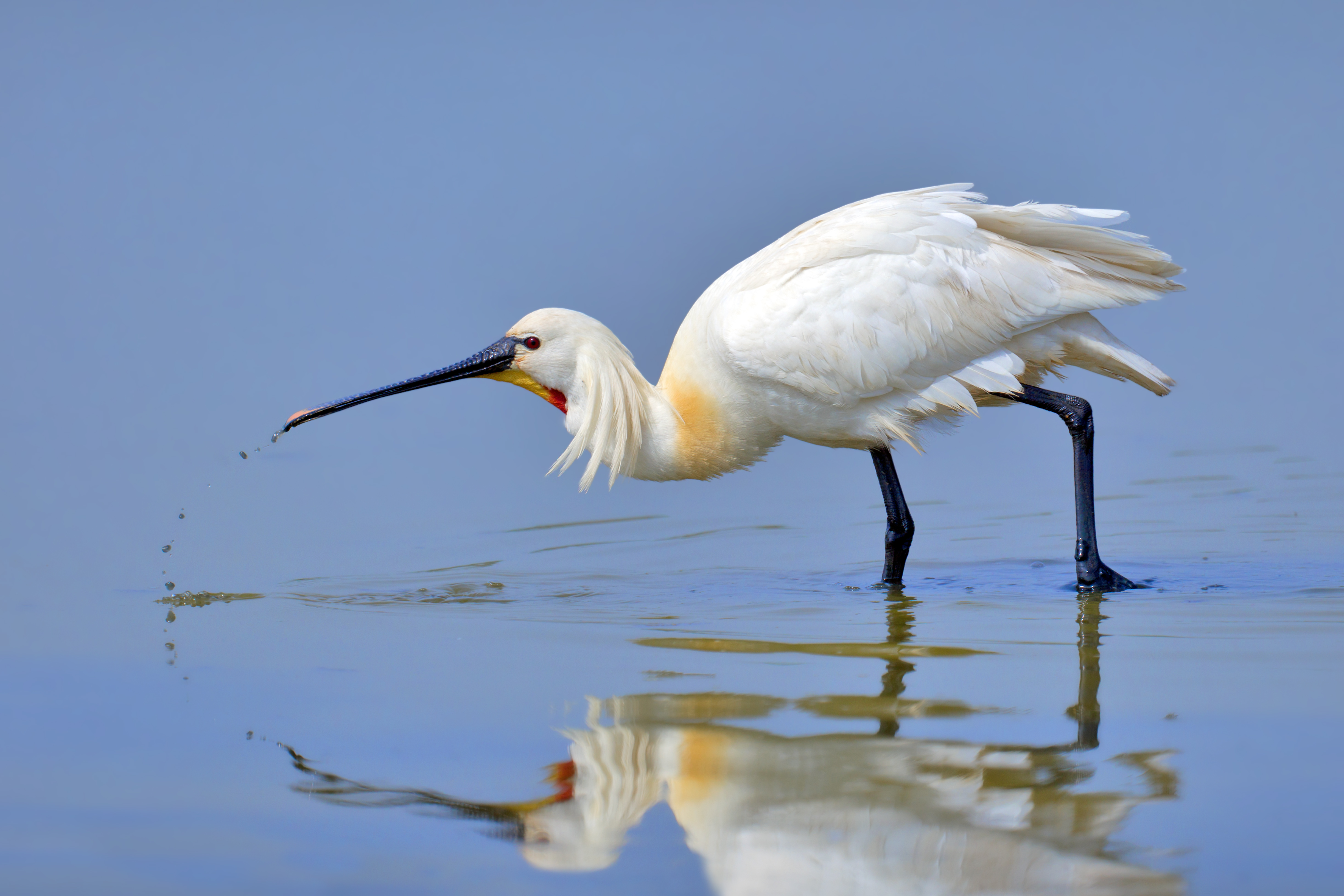
Löffler

- Sichler (Plegadis falcinellus)

- Löffler (Platalea leucorodia)

### Flamingos
- Rosaflamingo (Phoenicopterus roseus)[Anm. 1]

### Gänsevögel

#### Entenvögel
- Zwergschwan (Unterart Cygnus columbianus bewickii)
- Singschwan (Cygnus cygnus)
- Blässgans (Unterart Anser albifrons flavirostris)
- Zwerggans (Anser erythropus)
- Weißwangengans (Branta leucopsis)

- Rothalsgans (Branta ruficollis)
- Rostgans (Tadorna ferruginea)

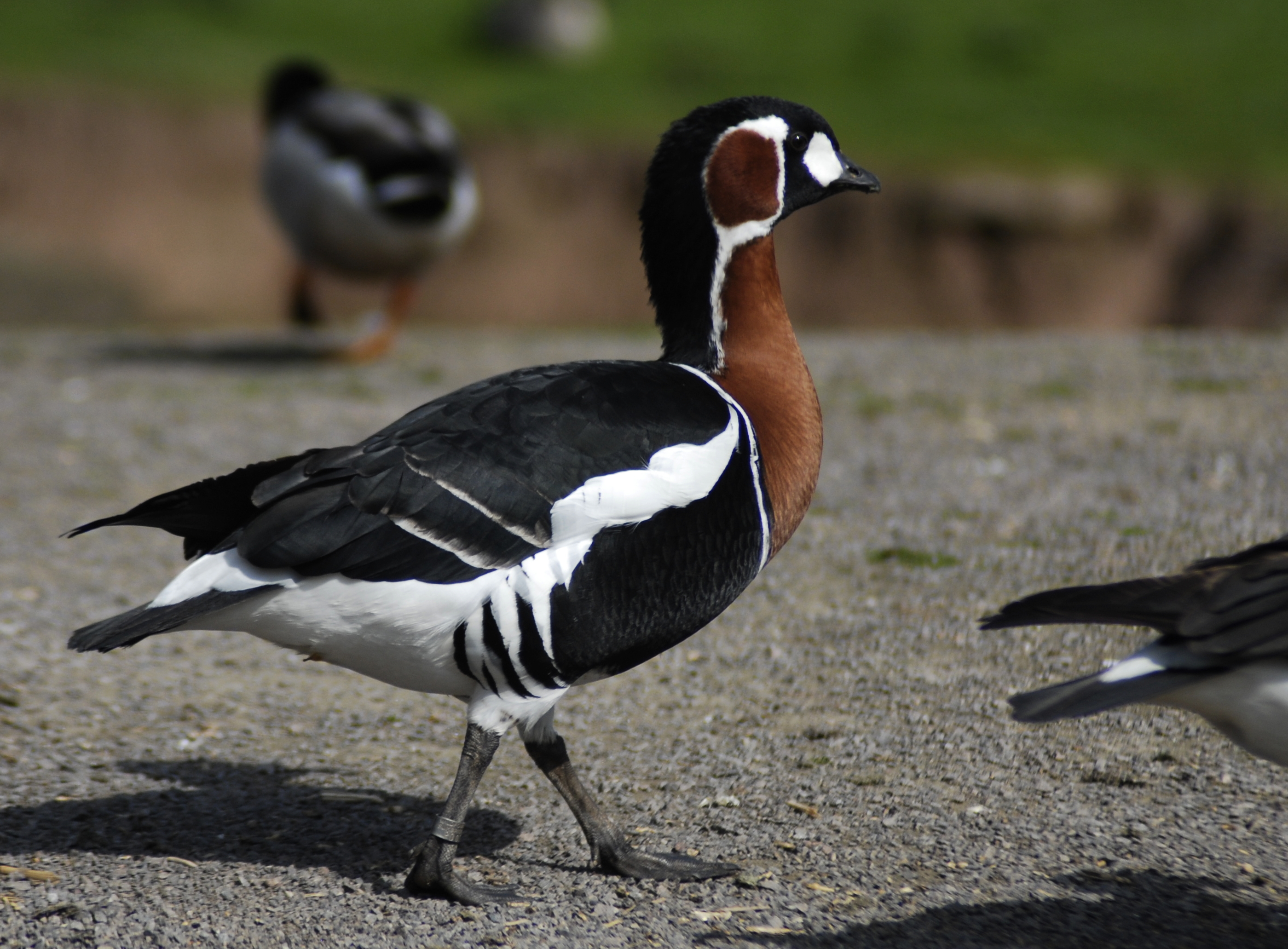
Rothalsgans

- Marmelente (Marmaronetta angustirostris)
- Moorente (Aythya nyroca)
- Scheckente (Polysticta stelleri)
- Zwergsäger (Mergellus albellus)
- Weißkopf-Ruderente (Oxyura leucocephala)

### Greifvögel

#### Fischadler

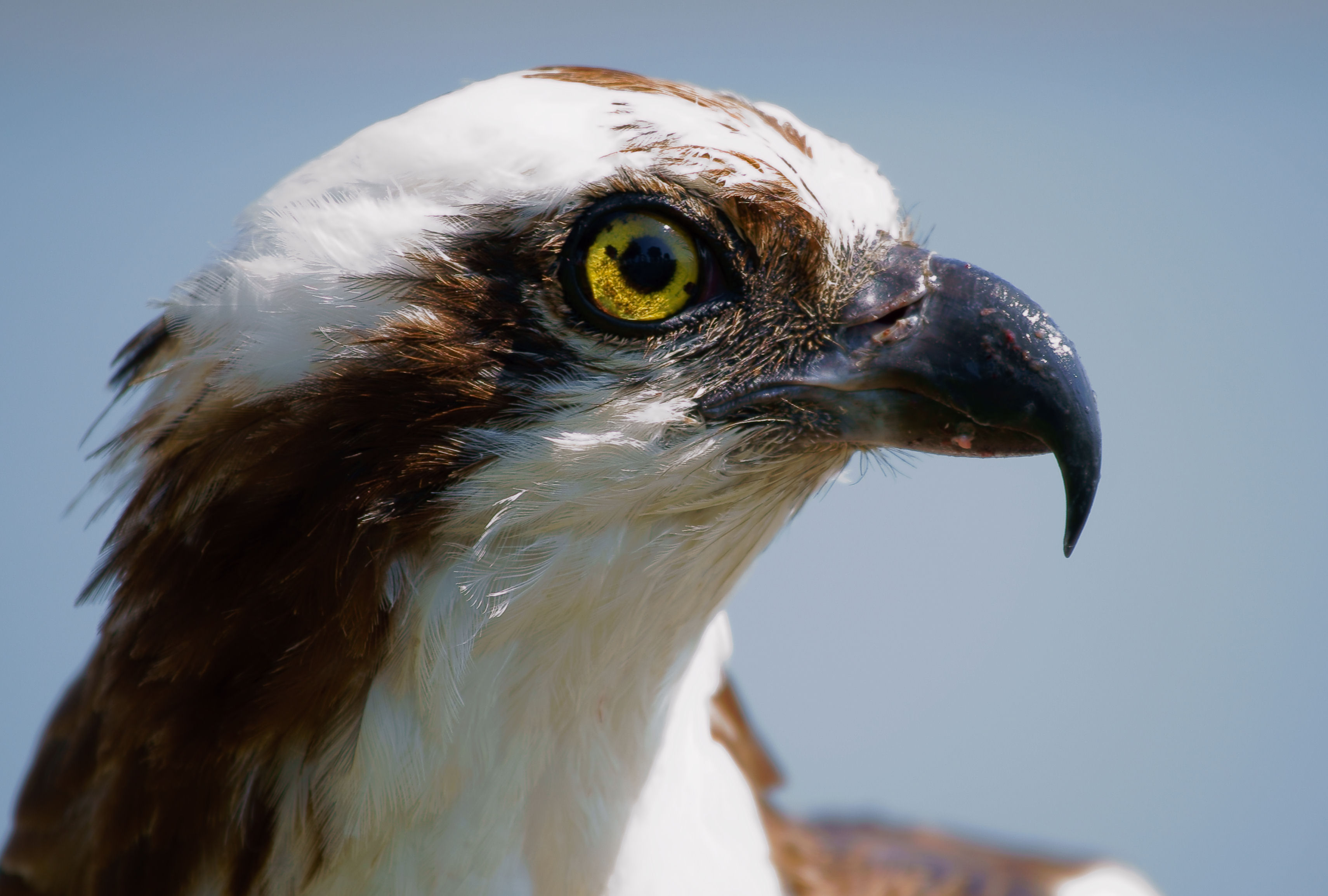
Fischadler

- Fischadler (Pandion haliaetus)

#### Habichtartige
- Wespenbussard (Pernis apivorus)
- Gleitaar (Elanus caeruleus)
- Schwarzmilan (Milvus migrans)
- Rotmilan (Milvus milvus)
- Seeadler (Haliaeetus albicilla)
- Bartgeier (Gypaetus barbatus)

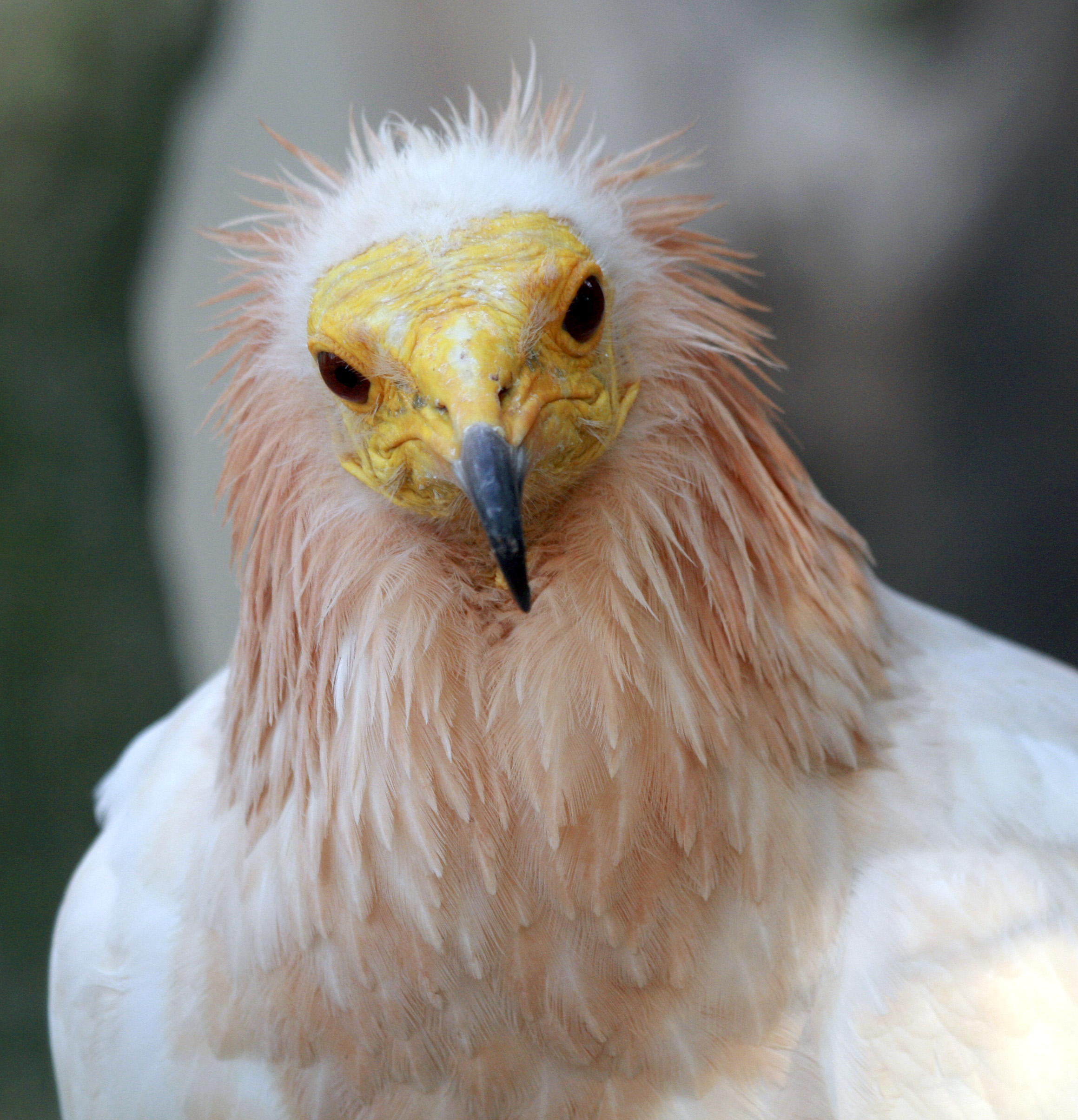
Schmutzgeier

- Schmutzgeier (Neophron percnopterus)
- Gänsegeier (Gyps fulvus)
- Mönchsgeier (Aegypius monachus)
- Schlangenadler (Circaetus gallicus)
- Rohrweihe (Circus aeruginosus)
- Kornweihe (Circus cyaneus)
- Steppenweihe (Circus macrourus)
- Wiesenweihe (Circus pygargus)
- Habicht (Unterart Accipiter gentilis arrigonii)
- Sperber (Unterart Accipiter nisus granti)
- Kurzfangsperber (Accipiter brevipes)
- Adlerbussard (Buteo rufinus)
- Schreiadler (Aquila pomarina)
- Schelladler (Aquila clanga)
- Kaiseradler (Aquila heliaca)
- Iberienadler (Aquila adalberti)
- Steinadler (Aquila chrysaetos)
- Zwergadler (Hieraaetus pennatus)
- Habichtsadler (Hieraaetus fasciatus)

#### Falken

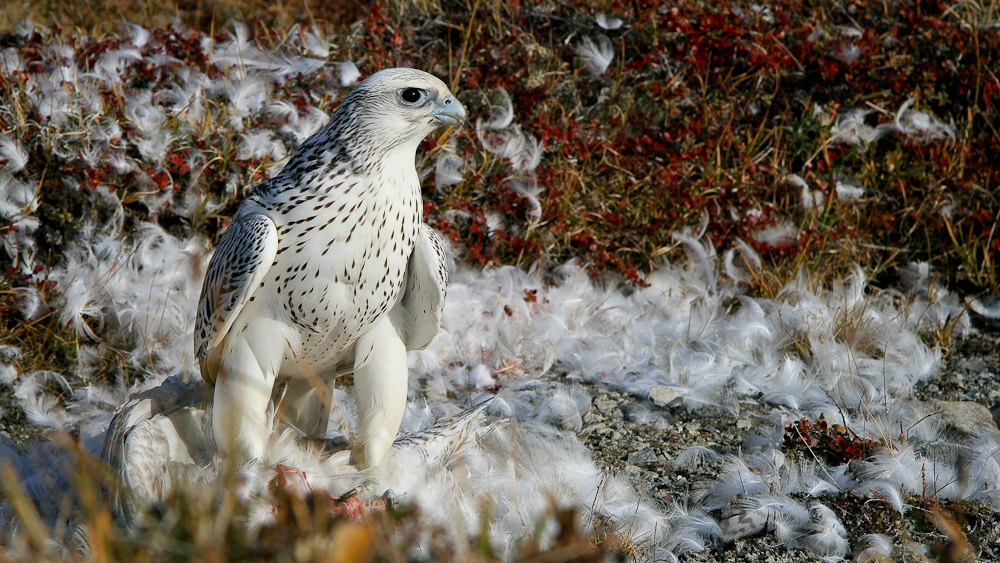
Gerfalke

- Rötelfalke (Falco naumanni)
- Rotfußfalke (Falco vespertinus)
- Merlin (Falco columbarius)
- Eleonorenfalke (Falco eleonorae)
- Lannerfalke (Falco biarmicus)
- Würgfalke (Falco cherrug)

- Gerfalke (Falco rusticolus)
- Wanderfalke (Falco peregrinus)

### Hühnervögel

#### Raufußhühner
- Haselhuhn (Bonasa bonasia)
- Alpenschneehuhn (Unterarten Lagopus muta pyrenaica und helvetica)
- Birkhuhn (Unterart Tetrao tetrix tetrix)
- Auerhuhn (Tetrao urogallus)

#### Glattfußhühner
- Steinhuhn (Alectoris graeca)

- Felsenhuhn (Alectoris barbara)

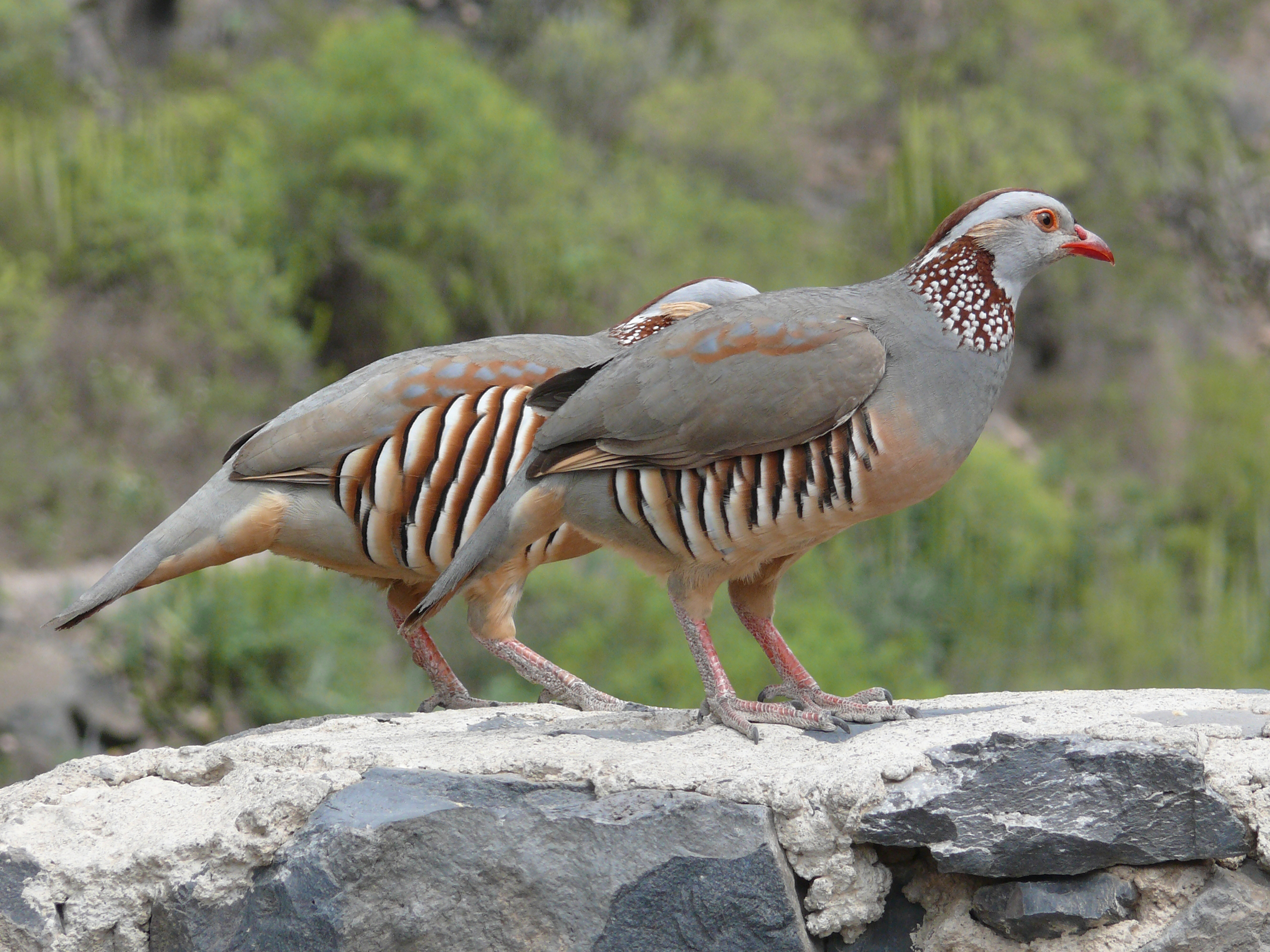
Felsenhuhn

- Rebhuhn (Unterarten Perdix perdix italica und hispaniensis)

### Kranichvögel

#### Laufhühnchen
- Laufhühnchen (Turnix sylvatica)

#### Kraniche
- Kranich (Grus grus)

#### Rallen

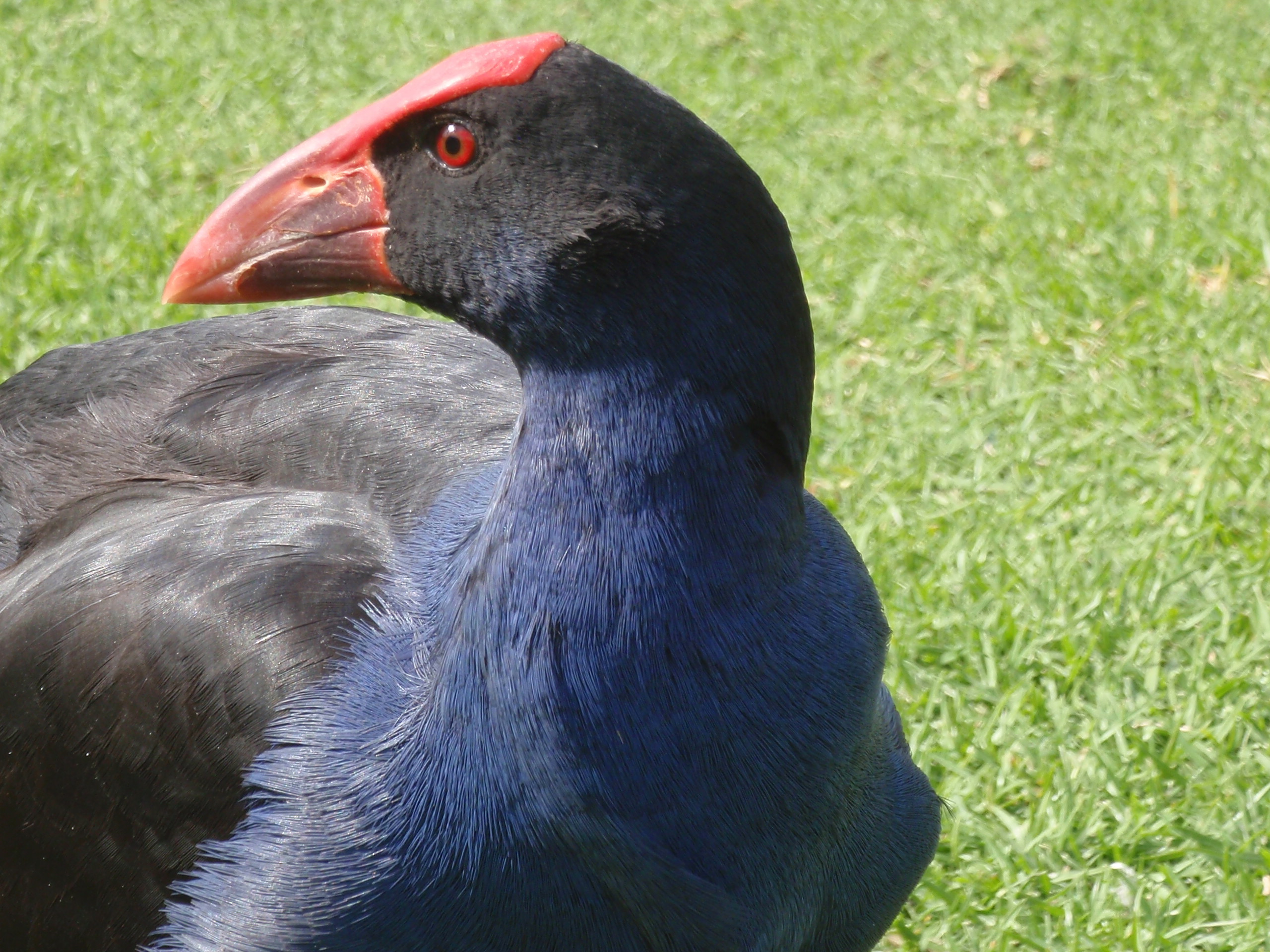
Purpurhuhn

- Tüpfelsumpfhuhn (Porzana porzana)
- Kleines Sumpfhuhn (Porzana parva)
- Zwergsumpfhuhn (Porzana pusilla)
- Wachtelkönig (Crex crex)

- Purpurhuhn (Porphyrio porphyrio)
- Kammblässhuhn (Fulica cristata)

#### Trappen
- Zwergtrappe (Tetrax tetrax)
- Kragentrappe (Chlamydotis undulata)
- Großtrappe (Otis tarda)

### Regenpfeiferartige

#### Säbelschnäbler
- Stelzenläufer (Himantopus himantopus)
- Säbelschnäbler (Recurvirostra avosetta)

#### Triele
- Triel (Burhinus oedicnemus)

#### Brachschwalbenartige
- Rennvogel (Cursorius cursor)
- Rotflügel-Brachschwalbe (Glareola pratincola)

#### Regenpfeifer
- Seeregenpfeifer (Charadrius alexandrinus)
- Mornellregenpfeifer (Charadrius morinellus)

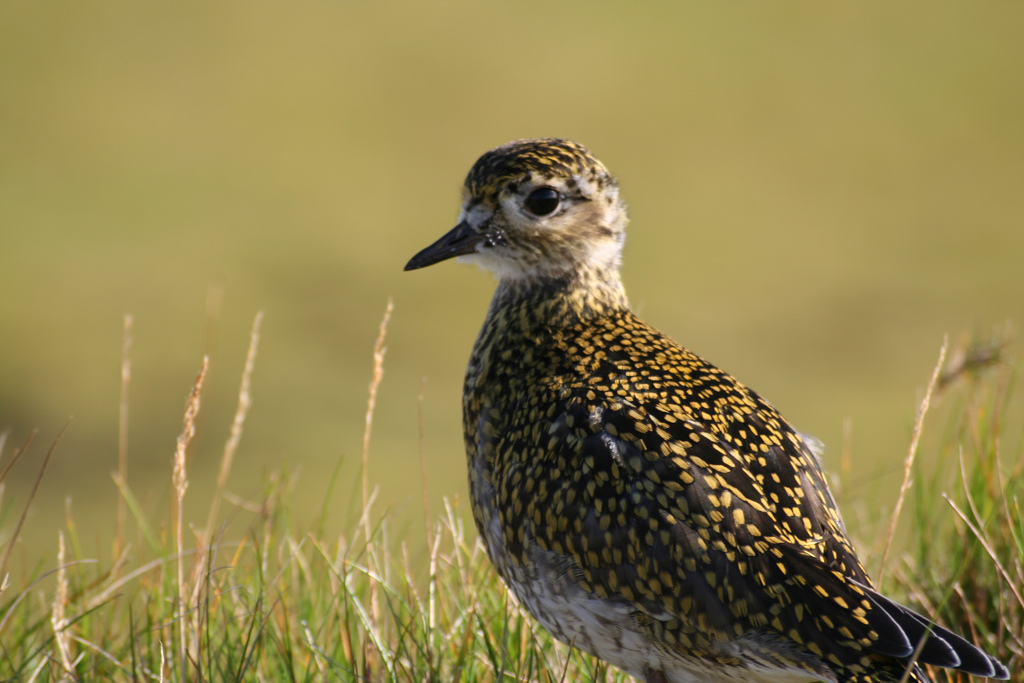
Goldregenpfeifer

- Goldregenpfeifer (Pluvialis apricaria)
- Spornkiebitz (Hoplopterus spinosus)

#### Schnepfenvögel
- Alpenstrandläufer (Unterart Calidris alpina schinzii)
- Kampfläufer (Philomachus pugnax)
- Doppelschnepfe (Gallinago media)
- Pfuhlschnepfe (Limosa lapponica)
- Dünnschnabel-Brachvogel (Numenius tenuirostris)
- Bruchwasserläufer (Tringa glareola)
- Terekwasserläufer (Xenus cinereus)

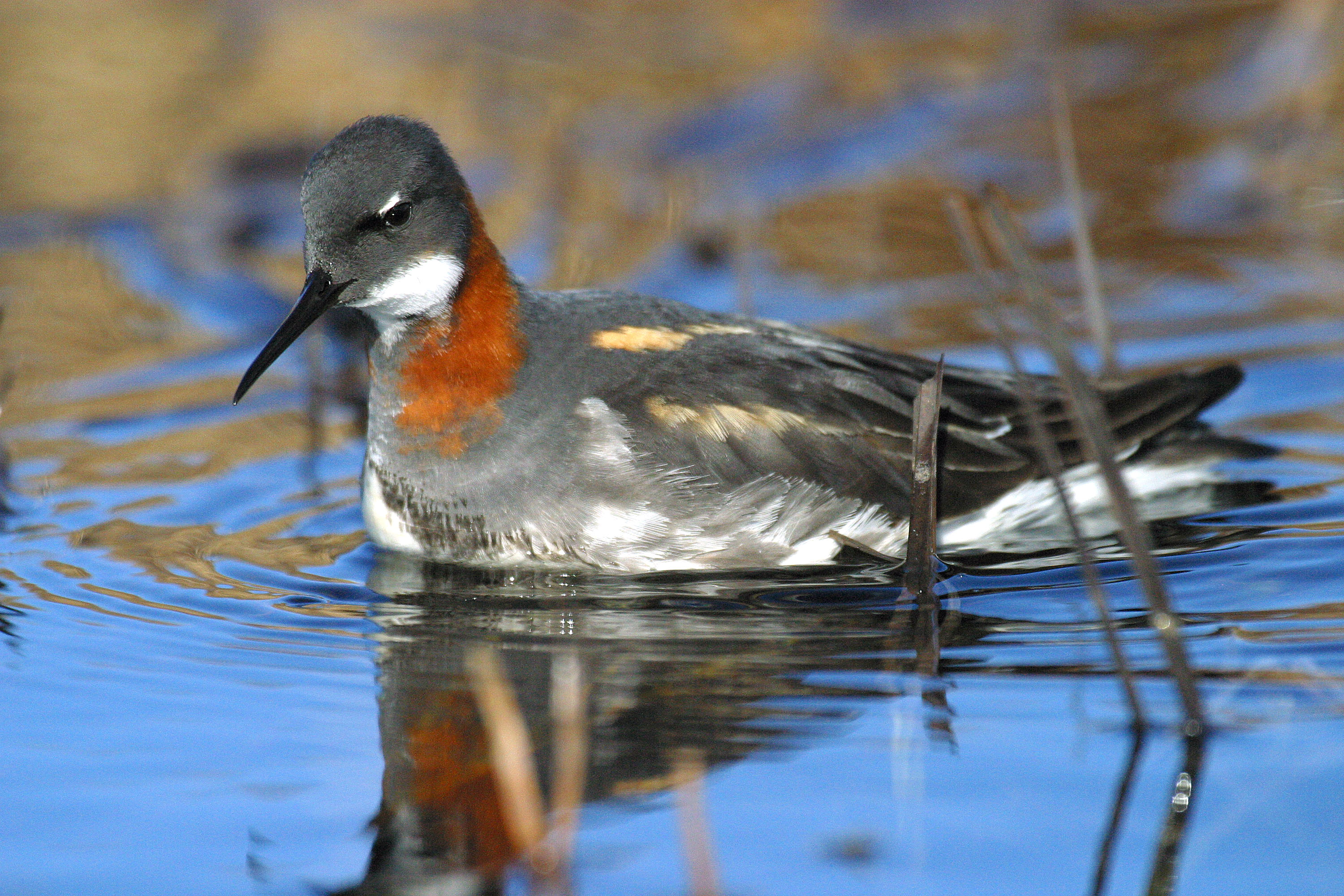
Odinshühnchen

- Odinshühnchen (Phalaropus lobatus)

#### Möwen
- Schwarzkopfmöwe (Larus melanocephalus)
- Dünnschnabelmöwe (Larus genei)
- Korallenmöwe (Larus audouinii)
- Zwergmöwe (Larus minutus)

#### Seeschwalben
- Lachseeschwalbe (Gelochelidon nilotica)
- Raubseeschwalbe (Hydroprogne caspia)
- Brandseeschwalbe (Thalasseus sandvicensis)
- Rosenseeschwalbe (Sterna dougallii)
- Flussseeschwalbe (Sterna hirundo)
- Küstenseeschwalbe (Sterna paradisaea)
- Zwergseeschwalbe (Sterna albifrons)
- Weißbart-Seeschwalbe (Chlidonias hybridus)

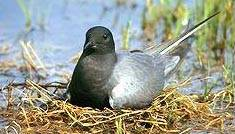
Trauerseeschwalbe

- Trauerseeschwalbe (Chlidonias niger)

#### Alken
- Trottellumme (Unterart Uria aalge ibericus)

### Flughühner
- Sandflughuhn (Pterocles orientalis)
- Spießflughuhn (Pterocles alchata)

### Tauben
- Ringeltaube (Unterart Columba palumbus azorica)
- Silberhalstaube (Columba trocaz)
- Bolles Lorbeertaube (Columba bollii)
- Lorbeertaube (Columba junoniae)

### Eulen
- Uhu (Bubo bubo)
- Schneeeule (Nyctea scandiaca)
- Sperbereule (Surnia ulula)
- Sperlingskauz (Glaucidium passerinum)

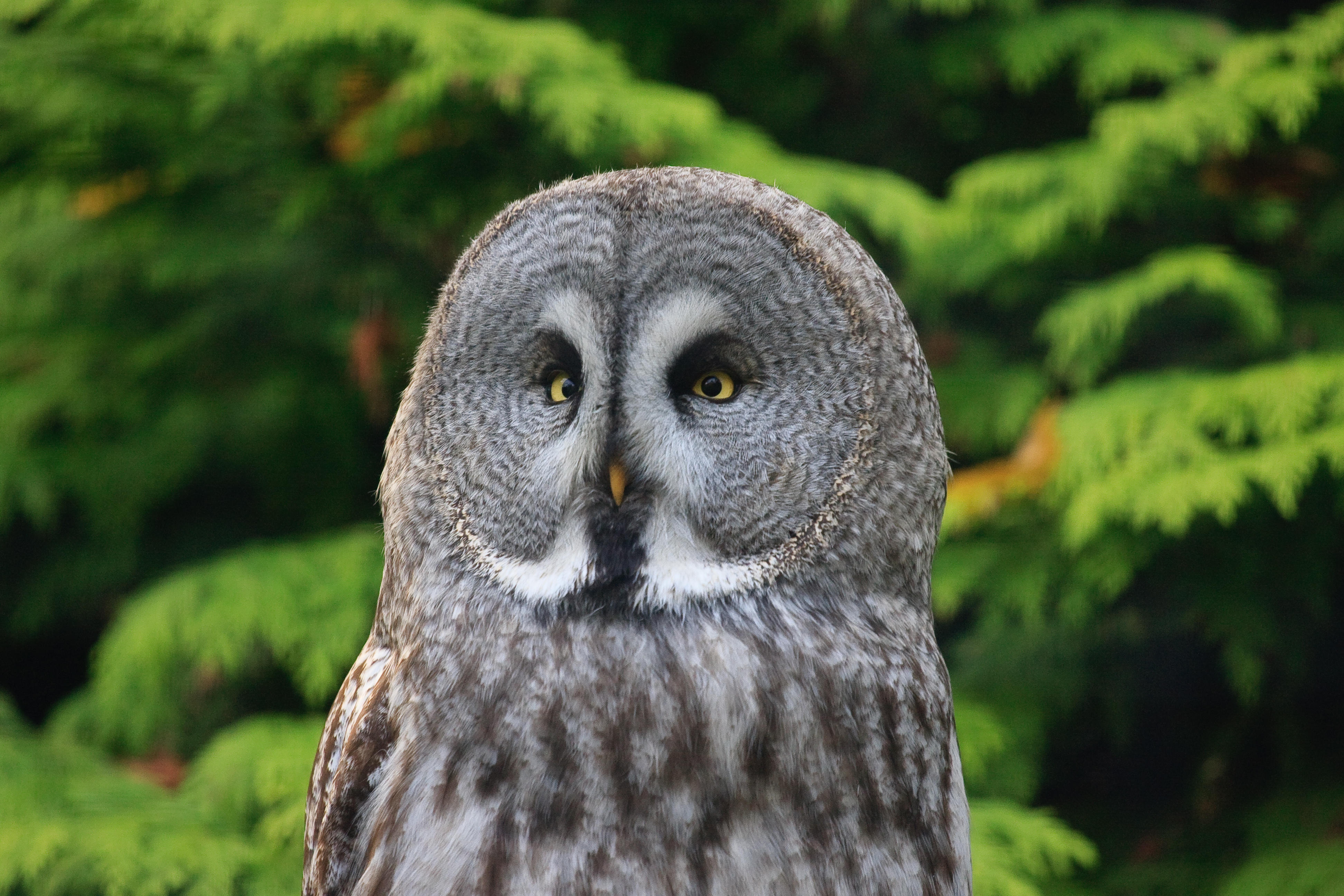
Bartkauz

- Bartkauz (Strix nebulosa)
- Habichtskauz (Strix uralensis)
- Sumpfohreule (Asio flammeus)
- Raufußkauz (Aegolius funereus)

### Nachtschwalben
- Ziegenmelker (Caprimulgus europaeus)

### Segler
- Weißbürzelsegler (Apus caffer)

### Rackenvögel

#### Eisvögel
- Eisvogel (Alcedo atthis)

#### Racken
- Blauracke (Coracias garrulus)

### Spechtvögel

#### Spechte
- Grauspecht (Picus canus)

- Schwarzspecht (Dryocopus martius)

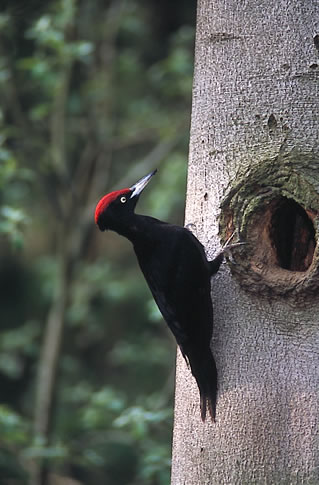
Schwarzspecht

- Buntspecht (Unterarten Dendrocopos major canariensis und thanneri)
- Blutspecht (Dendrocopos syriacus)
- Mittelspecht (Dendrocopos medius)
- Weißrückenspecht (Dendrocopos leucotos)
- Dreizehenspecht (Picoides tridactylus)

### Sperlingsvögel

#### Lerchen
- Dupontlerche (Chersophilus duponti)
- Kalanderlerche (Melanocorypha calandra)
- Kurzzehenlerche (Calandrella brachydactyla)
- Theklalerche (Galerida theklae)
- Heidelerche (Lullula arborea)

#### Stelzen und Pieper
- Brachpieper (Anthus campestris)

#### Zaunkönige
- Zaunkönig (Unterart Troglodytes troglodytes fridariensis)

#### Fliegenschnäpper
- Blaukehlchen (Luscinia svecica)

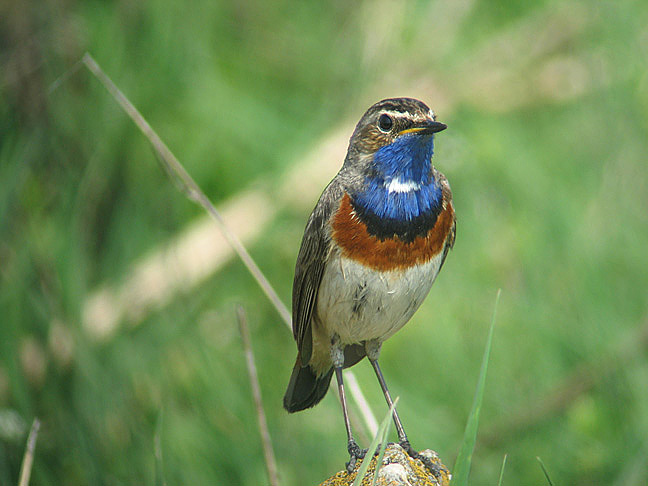
Blaukehlchen

- Kanarenschmätzer (Saxicola dacotiae)
- Trauersteinschmätzer (Oenanthe leucura)
- Zypernsteinschmätzer (Oenanthe cypriaca)
- Nonnensteinschmätzer (Oenanthe pleschanka)
- Zwergschnäpper (Ficedula parva)
- Halbringschnäpper (Ficedula semitorquata)
- Halsbandschnäpper (Ficedula albicollis)

#### Grasmückenartige
- Mariskenrohrsänger (Acrocephalus melanopogon)
- Seggenrohrsänger (Acrocephalus paludicola)
- Olivenspötter (Hippolais olivetorum)
- Sardengrasmücke (Sylvia sarda)
- Provencegrasmücke (Sylvia undata)
- Schuppengrasmücke (Sylvia melanothorax)
- Maskengrasmücke (Sylvia rueppelli)

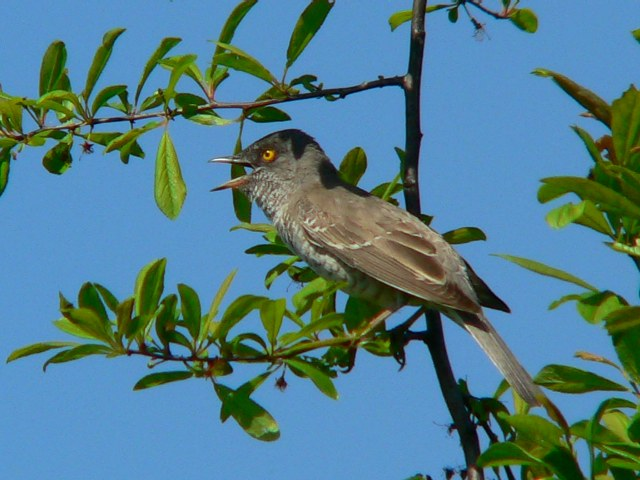
Sperbergrasmücke

- Sperbergrasmücke (Sylvia nisoria)

#### Meisen
- Tannenmeise (Unterart Parus ater cypriotes)

#### Kleiber
- Türkenkleiber (Sitta krueperi)
- Korsenkleiber (Sitta whiteheadi)

#### Baumläufer
- Gartenbaumläufer (Unterart Certhia brachydactyla dorotheae)

#### Würger
- Neuntöter (Lanius collurio)
- Schwarzstirnwürger (Lanius minor)
- Maskenwürger (Lanius nubicus)

#### Rabenvögel

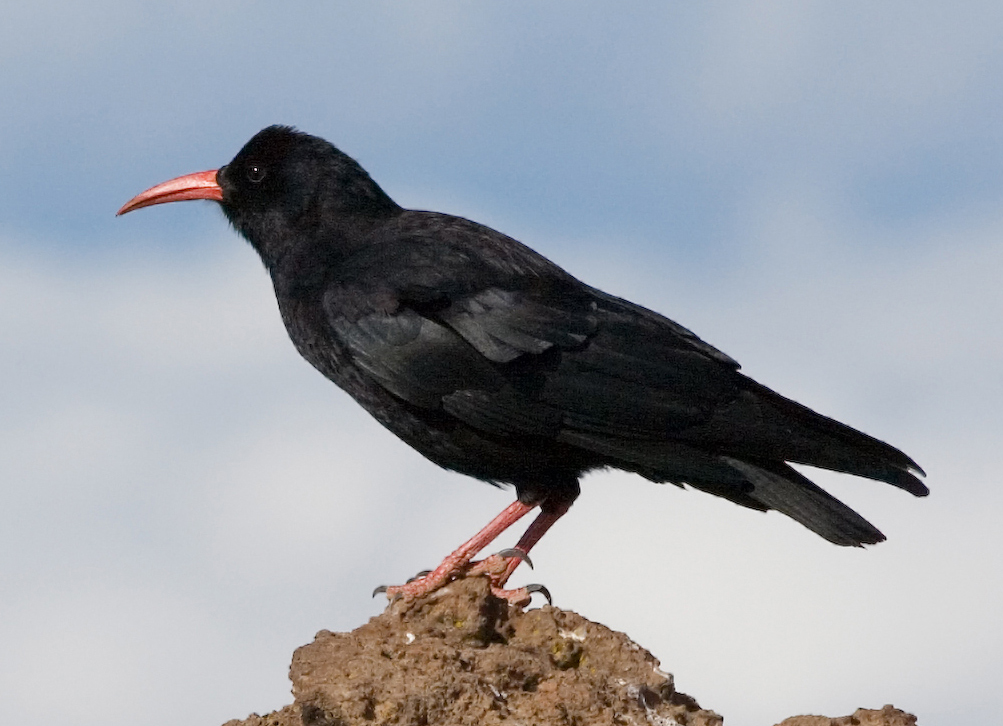
Alpenkrähe

- Alpenkrähe (Pyrrhocorax pyrrhocorax)

#### Finken
- Buchfink (Unterart Fringilla coelebs ombriosa)
- Teydefink (Fringilla teydea)
- Schottischer Kreuzschnabel (Loxia scotica)
- Wüstengimpel (Bucanetes githagineus)
- Azorengimpel (Pyrrhula murina)

#### Ammern
- Türkenammer (Emberiza cineracea)
- Ortolan (Emberiza hortulana)
- Grauortolan (Emberiza caesia)